# Marc Zermati
Pour les articles homonymes, voir Zermati.
Marc Zermati, né le 21 juin 1945 à Alger et  mort le 13 juin 2020 à Bailleul-la-Vallée, est un producteur français et précurseur du punk rock.

## Biographie
Marc Zermati, juif séfarade et pied-noir d'Algérie est pour rejoindre la métropole après l'indépendance de l'Algérie au début des années 1960. 
Dans les années 1965-1966, il travaille dans une galerie d'art de Saint-Germain-des-Prés et découvre le surréalisme au travers de Miró et Max Ernst. Il s'initie au mouvement hippie par un séjour à Ibiza, à l'instar de son ami Alain Dister parcourant les États-Unis. 
Il fonde Skydog en 1972, un label indépendant à Paris et Amsterdam. Il sort un disque de jam session de Jimi Hendrix, Jim Morisson « Sky High » puis un mini LP des Flamin' Groovies 'Grease' 7" précédant Stiff Records de 3 ans.
En 1972 également, il ouvre dans le quartier des Halles à Paris l'Open Market, une boutique underground contreculture à Paris où il distribue des vinyls d'import US garage rock & pub rock, de la presse underground de Londres, Amsterdam, New York. Le magasin, situé 58 Rue des Lombards, voit défiler dans ses locaux des artistes comme Nico, Lenny Kaye ou Chrissie Hynde. Des groupes comme Little Bob Story et Asphalt Jungle répètent dans sa cave. La boutique ferme ses portes en avril 1977. 
En 1974, il crée à Londres avec son ami Larry Debay, « Bizarre Distribution », la première compagnie de distributeurs indépendant d'Europe préfigurant les distributeurs indépendants du Royaume-Uni qui suivront comme le label Rough Trade. 
Devenu promoteur en 1974 (The Flamin' Groovies à l'Olympia, New York Dolls, Doctor Feelgood, Ducks Deluxe, Eddie and the Hot Rods) il est l'initiateur des premières édition du festival punk de Mont-de-Marsan qui se déroule le 21 août 1976 et les 5 et 6 août 1977. 
Il organise aussi la Nuit punk au Palais des glaces le 28 mars 1977, qui réunit Wayne County and the Electric Chairs, Stinky Toys, The Jam, Generation X et The Police.
Fin 2008, il expose une partie de sa collection d'affiches, photos et autres documents à Paris sous le titre « Rock Is My Life ».
Il décède le 13 juin 2020 dans son sommeil d'une crise cardiaque.

### Manager
- Dogs
- Bijou
- The Frenchies
- Flambeurs
- The Young Rats (avec Chrissie Hynde)
- Les Lou's, premier groupe punk exclusivement féminin[réf. nécessaire]

### Catalogue
- Motörhead
- New York Dolls
- Johnny Thunders
- Wayne Kramer
- MC5
- Bebe Buell (mère de Liv Tyler)
- Iggy & The Stooges Metallic K.O., Telluric Chaos, Acoustic K.O.
- Iggy Pop
- Flamin' Groovies
- Kim Fowley
- Flying Padovani's
- The Senders
- Freddy Lynxx & The Jet Boys

### Production
- 54 Nude Honeys

## Ouvrage
- Bazooka, Pyramyd, coll. Design & Designer n° 44, 2006.  (ISBN 2350170217)

## Expositions
- « Rock is my life - A Skydog Story » à la Galerie Chappe, Paris, le 4 décembre 2008
- « Rock is my life ! » à la Subway Gallery, Londres, le 7 mai 2010